# Gemeentehuis Gulpen

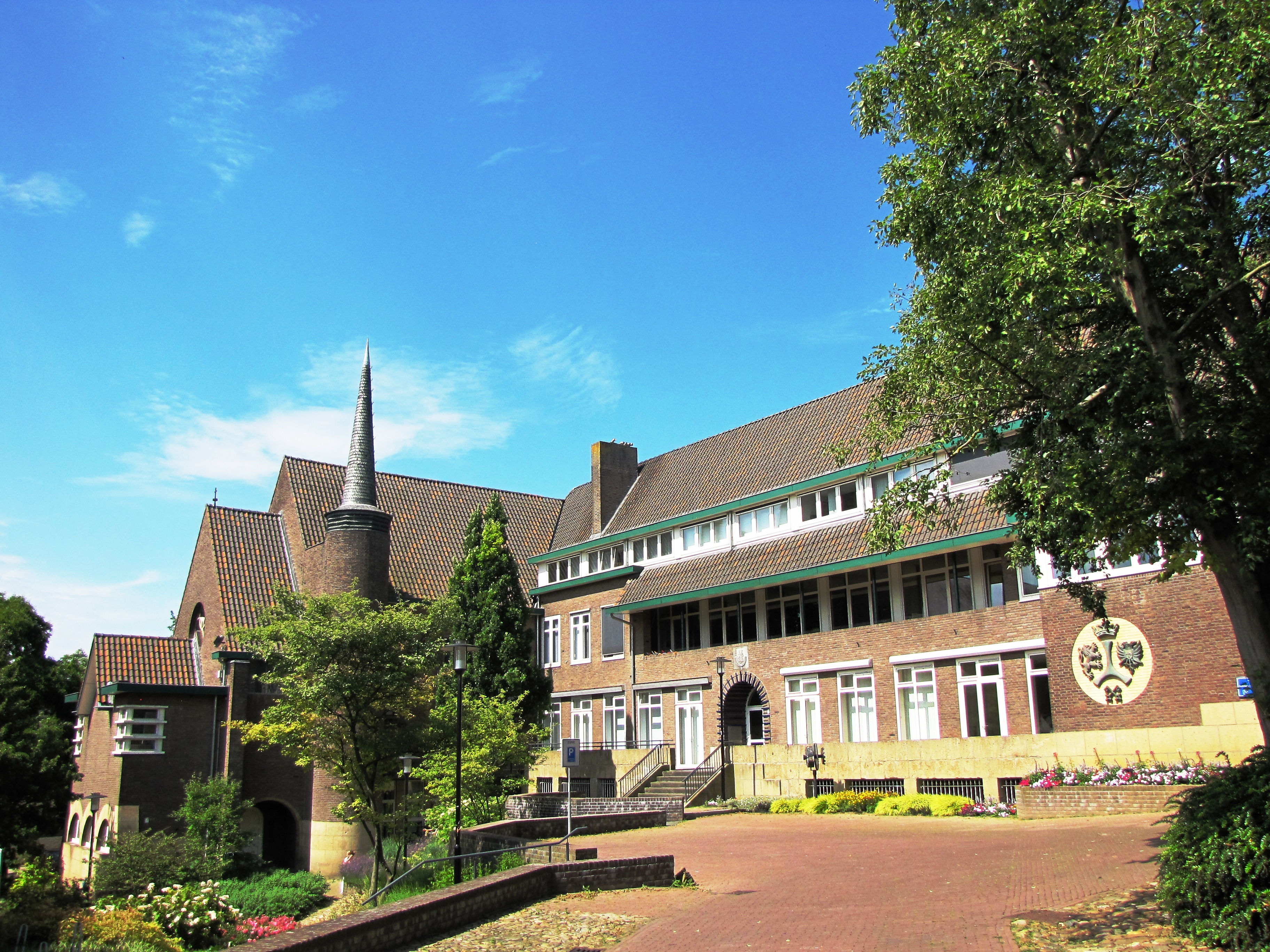
Het gebouw gezien vanuit het oosten

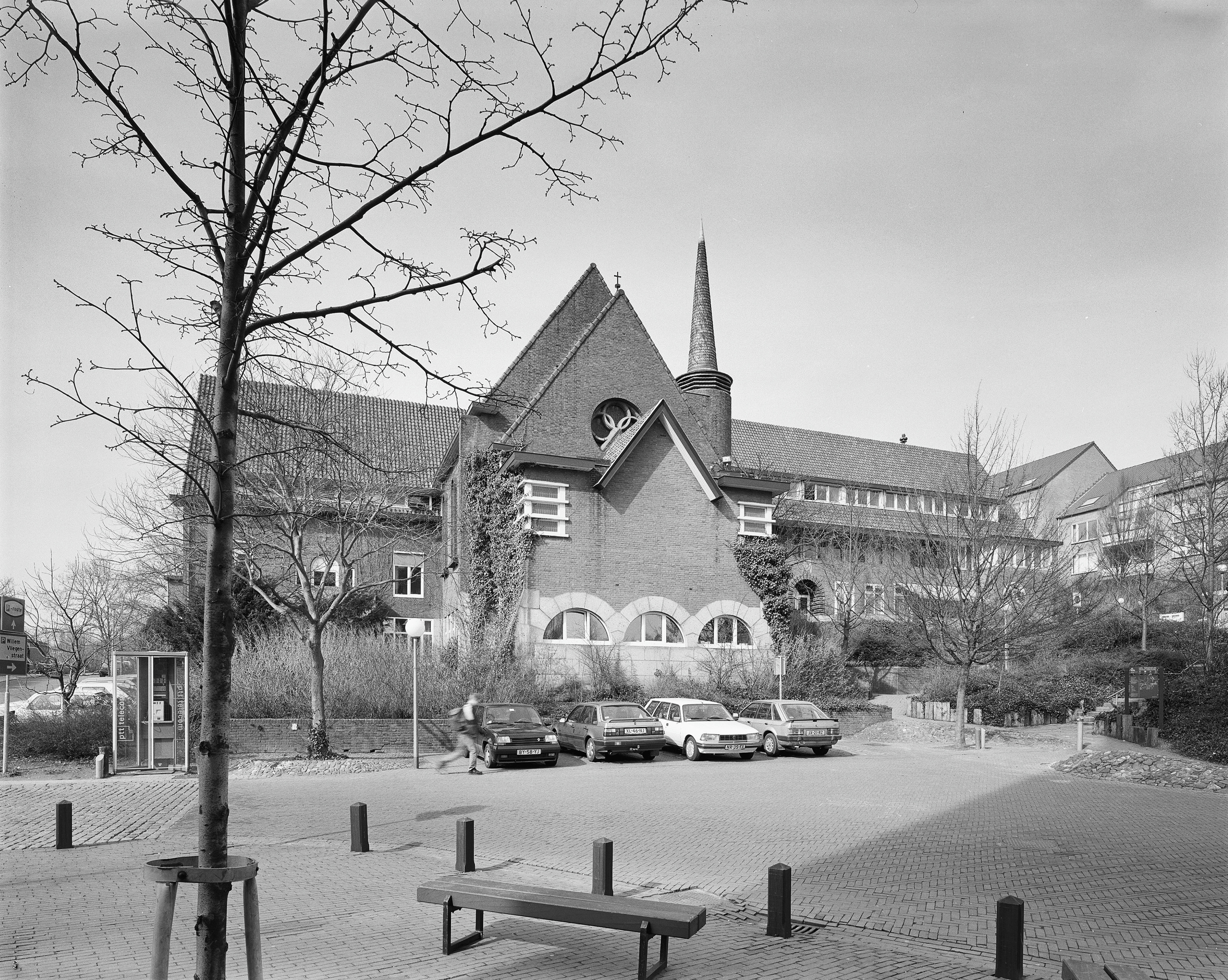

Het gemeentehuis van Gulpen is een gebouw in de Nederlandse gemeente Gulpen-Wittem. Het gebouw staat in Gulpen aan de Kiebeukel, het Kapelaan Pendersplein en de Willem Vliegenstraat ten noordwesten van de Sint-Petruskerk. 

## Geschiedenis
In 1932 werd het gebouw als klooster gebouwd voor de Zusters van Liefde van Onze Lieve Vrouw, Moeder van Barmhartigheid. Het ontwerp was van architect Alphons Boosten. 
Eind jaren 1970 werd het gebouw door de gemeente Gulpen gekocht omdat het oude gemeentehuis te klein geworden was. In 1982 werd de gemeente Gulpen uitgebreid met de kern van de voormalige gemeente Wijlre en in 1999 ging de gemeente Gulpen op in de nieuwe gemeente Gulpen-Wittem. 

## Gebouw
Het gebouw is opgetrokken in een zakelijk-expressionistische stijl.
De hoofdingang van het gebouw bevindt zich aan de zuidoostzijde van het gebouw met links daarvan de voormalige kloosterkapel. Deze kapel is in gebruik als raadszaal. De bezoekersingang van het gemeentehuis bevindt zich aan de noordwestzijde.